# Касу марцу
Касу марцу (казу марцу; сард. casu marzu, некоторые другие названия — casu modde, casu cundhídu, casu frazigu) — вид производимого на Сардинии сыра, известного содержанием в нём живых личинок сырной мухи. В переводе с сард. casu marzu обозначает «гнилой сыр», в разговорной речи также используется выражение «червивый сыр».
Касу марцу делается из другого сорта сыра — сардинского пекорино. Для этого его выдерживают дольше обычной стадии ферментации, доводя до состояния гниения, вызванного пищеварительной деятельностью личинок. Личинки ускоряют процесс разложения и распада содержащихся в сыре жиров, из-за чего продукт становится мягким. Из него также выделяется жидкость, называемая lagrima («слеза»).
Личинки, будучи побеспокоенными, способны прыгнуть на расстояние до 15 сантиметров. По этой причине желающим отведать касу марцу рекомендуют во время еды защищать глаза. Некоторые предпочитают удалять личинок перед едой, другие же едят сыр вместе с ними.

## Вкус
В номере Уолл-стрит Джорнал от 23 августа 2000 года журналист Ярослав Трофимов описывает этот сыр как «тягучее и острое месиво, которое обжигает язык и влияет на другие части тела».
Сюзан Геррманн Лумис также описывает потребление сыра в журнале «Bon Appétit» (2002):

Он… взял кусочек pane carasau, традиционного сардинского хлеба, быстро ополоснул его водой для размягчения, и взял большую стеклянную банку, стоявшую на краю стола. Затем он открыл её, зачерпнул хлебом горку чего-то похожего на густые сливки, и сложил кусок вдвое… Когда он закончил, я поинтересовалась, что это было за блюдо. Он встал и показал мне — внутри банки был сыр пекорино, в котором копошились маленькие белые червячки. Хотя я и слышала об этом лакомстве раньше, это был первый раз, когда я увидела это вживую. <…> Его друг <…> сказал: «Это formaggio marcio [дословный перевод — „гнилой сыр“], сыр с червями. Деликатес. Это самый прекрасный подарок, который вы можете преподнести сардинскому пастуху».
— Сюзан Геррманн Лумис. Sardinia, Italy. Архивировано 14 октября 2007 года.
Как правило, сыр употребляется с сардинским хлебом (pane carasau) и крепким красным вином Cannonau.

## Опасность употребления
Употребление сыра касу марцу несёт ряд опасностей:
- Риск аллергических реакций;
- Риск разложения сыра до токсичного состояния (согласно сардинской народной мудрости, наличие живых личинок свидетельствует, что этого ещё не случилось);
- Риск заражения кишечника личинками. Личинки сырной мухи могут не перевариться в желудке (желудочный сок не всегда их убивает) и на некоторое время поселиться в кишечнике. При попытке личинок пробурить стенки кишечника возникают серьёзные осложнения, ощущение тошноты, рвота, боль в животе и понос с кровью (см. Миазы).

Из-за опасности для здоровья, а также из-за того, что «гнилой сыр» считается заражённым продуктом, его продажа в Италии официально запрещена. На территории Сардинии этот запрет нередко нарушается, и сыр продаётся нелегально. Но в 2010 году casu marzu был признан культурным достоянием Сардинии и вновь разрешён. Его стоимость в три раза превышает цену сыра пекорино.

## Другие региональные названия
Кроме наиболее распространённого названия «Casu marzu», существует ряд других региональных имён:
- Marcetto или caçe fraçeche — в Абруццо,
- Salterello — во Фриули,
- Ribiòla cui bèg — в Ломбардии,
- Furmai nis — в Эмилии-Романье.

В Пьемонте, в частности, в Приморских альпах, на границе с Францией, процедура ферментации не всегда аналогична таковой у сыра Касу Марцу. Сыр оставляют на открытом воздухе, давая сырной мухе возможность отложить яйца. После этого он доходит до кондиции в белом вине, винограде и мёде, таким образом не давая личинкам вылупиться. Это даёт продукту сильный аромат.